# FLNC du 22-Octobre
Pour les articles homonymes, voir Front de libération nationale.
Le FLNC du 22 Octobre (surnommé « le 22 octobre » dans le contexte du nationalisme corse) est issu du FLNC. Né le 22 octobre 2002, il fut rival du FLNC UC et avait condamné sa trêve du 14 novembre 2003 et l'union des différents mouvements nationalistes en vue des élections territoriales de mars 2004, avant un rapprochement avec le FLNC-UC dans les années 2020.
Le 22 Octobre est réputé proche du mouvement politique anciennement appelé « Rinnovu » (ou encore « U Rinnovu naziunale ») et qui se renomme en 2017 Core in Fronte,,. En effet, si ce mouvement a nié publiquement ces allégations et prétend rejeter la violence, il diffuse régulièrement les communications du 22 Octobre sur son site internet. Le dirigeant du Rinnovu, qui est le porte-parole actuel de Core in Fronte, Paul-Félix Benedetti, ancien militant de l'ANC dans les années 1990, a été arrêté le 13 mars 2007 et placé en garde à vue sur ordre du juge Gilbert Thiel sur soupçon de participation aux activités armées du 22 Octobre, malgré les tentatives d'obstruction de ses camarades de lutte qui bloquèrent avec leurs voitures le départ de la voiture de police venue arrêter Benedetti à son domicile,
Le 21 mars 2023, le FLNC du 22 octobre co-signe un document de 3 pages avec le FLNC-Union des Combattants, document dans lequel sont revendiqués 17 attentats et dans lequel des menaces de nouvelles actions sont émises.

## L'histoire
Les premières années après sa création, le FLNC du 22-Octobre bénéficiait d'une dynamique certaine par rapport à ses concurrents, en particulier le FLNC UC, dit proche de Charles Pieri, (à l'époque emprisonné). Il n'a jamais décrété de trêve des attentats et s'est montré hostile à la « politique de main tendue » vis-à-vis des élus traditionnels corses et à la politique d'union avec les autonomistes. Le maintien d'une ligne dure par le FLNC du 22-Octobre lui assurait un certain avantage auprès des partisans de la « radicalisation face à l'État ». Mais l'organisation perdit progressivement de l'influence à la fin des années 2000.
En 2006, trois de ses membres meurent accidentellement lors d'attentats (Alexandre Vincenti en janvier, Antoine Schinto et Stéphane Amati en août). Puis, entre 2007 et 2008, l'organisation est lourdement touchée par de nombreuses interpellations, ainsi que le départ présumé d'une partie de ses militants vers une nouvelle branche clandestine crée alors, le "FLNC 1976".
Il n'a plus revendiqué d'attentats depuis cette période, et ne s'est manifesté que ponctuellement par des communiqués (en 2010, lors des élections territoriales, puis en 2013, à l'occasion d'une visite ministérielle).
Le 2 mai 2016, le FLNC du 22-Octobre fait à nouveau parler de lui à l'occasion d'une conférence de presse, en annonçant une trève illimitée (mais pas la démilitarisation, contrairement au FLNC-Union des Combattants) en réponse aux dernières élections de l'Assemblée de Corse, afin de lui conférer "la possibilité de gérer sereinement cette mandature."
Le 23 décembre 2019, le FLNC du 22 Octobre reprend la lutte armée en faisant exploser des bonbonnes de gaz sur plusieurs villas appartenant à l'homme d'affaires Pierre Feracci, proche d'Emmanuel Macron.

### Lutte contre l'islamisme radical
Dans un communiqué de presse publié le 28 juillet 2016, le FLNC du 22-Octobre prend également position sur la question du terrorisme islamiste lié à l’État Islamique. Il met en cause la capacité de l’État français à protéger les corses et affirme avoir déjoué un attentat en Corse. Le FLNC du 22-octobre envoie une mise en garde aux islamistes radicaux et leur promet une "réponse déterminée".